# Ernst-Reuter-Platz (metrostation)
Ernst-Reuter-Platz is een station van de metro van Berlijn, gelegen onder het gelijknamige plein en de Hardenbergstraße, nabij de Technische Universiteit Berlijn in het Berlijnse stadsdeel Charlottenburg. Het metrostation werd op 14 december 1902 geopend onder de naam Knie en was drie en een half jaar lang het westelijke eindpunt van de eerste Berlijnse metrolijn. In oktober 1953 kregen het plein en het metrostation hun huidige naam. Station Ernst-Reuter-Platz is tegenwoordig onderdeel van lijn U2.
Het station ligt direct onder het straatniveau en heeft twee zijperrons. Vanwege de ondiepe ligging is er geen tussenetage aanwezig, de ingangen leiden dus rechtstreeks naar een van beide perrons. Om te voorkomen dat reizigers de straat moeten oversteken om het juiste perron te bereiken is onder de sporen een voetgangerstunnel aangelegd. Dit principe is ook toegepast in het qua ontwerp sterk op Ernst-Reuter-Platz gelijkende metrostation Zoologischer Garten. Beide stations werden dan ook in dezelfde periode gebouwd door dezelfde architect (Alfred Grenander) en zijn de enige overgebleven ondergrondse stations van de eerste bouwfase. Station Ernst-Reuter-Platz heeft de monumentenstatus.

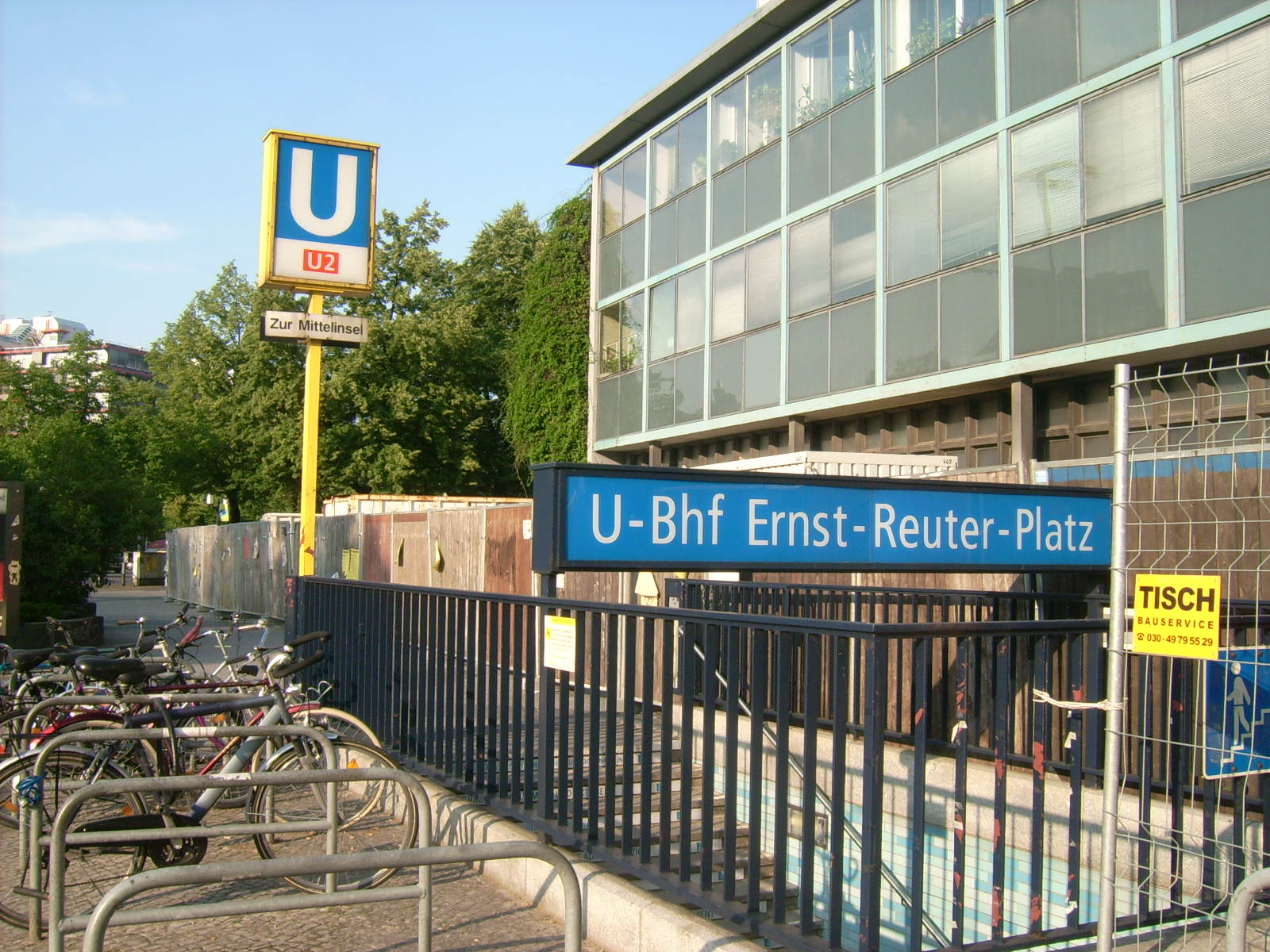
Een van de toegangen tot het station

Vanwege het groeiende reizigersaantal werden de perrons in 1929 verlengd van 90 tot 110 meter, om ruimte te bieden aan achtrijtuigtreinen. Bij de herinrichting van de Ernst-Reuter-Platz in 1957 werd een wijdvertakt netwerk van voetgangerstunnels naar het station aangelegd. Tegelijkertijd werd de originele witte wandbetegeling vervangen door lichtblauwe tegels. Bij de derde en laatste renovatie, die plaatsvond in 1996, werd de bekleding opnieuw aangepast. Sindsdien zijn de wanden afgewerkt met tegels in verschillende blauwtinten.